# Adrastus rachifer
Adrastus rachifer es una especie de escarabajo del género Adrastus, familia Elateridae. Fue descrita científicamente por Geoffroy en 1785.
Se distribuye por Francia, Suiza, Alemania, Austria, Países Bajos, Reino Unido, Estonia, Turquía, Italia, Liechtenstein y Polonia. La especie se mantiene activa durante los meses de enero, marzo, abril, mayo, junio, julio, agosto y septiembre.